# دار القايد (أولاد زيد)
دار القايد هو دُوَّار يقع بجماعة البدوزة، إقليم آسفي، جهة مراكش آسفي في المملكة المغربية. ينتمي الدوّار لمشيخة أولاد زيد التي تضم 29 دوار. يقدر عدد سكانه بـ 295 نسمة حسب الإحصاء الرسمي للسكان والسكنى لسنة 2004.

## روابط خارجية
- البوابة الوطنية للجماعات الترابية نسخة محفوظة 12 مارس 2018 على موقع واي باك مشين.
- المندوبية السامية للتخطيط